# Płonka (nazwisko)
Płonka polskie nazwisko, w Polsce nosi je ponad 8000 osób

## Encyklopedyczne osoby noszące nazwisko Płonka
- Andrzej Płonka (ur. 1936) – profesor chemii
- Andrzej Płonka (ur. 1960) – polski samorządowiec
- Bogumił Płonka (1930–2015) – polski stomatolog, profesor nauk medycznych
- Edward Płonka (ur. 1950) – polski polityk, samorządowiec
- Elżbieta Płonka (ur. 1951) – polska polityk, samorządowiec
- Ewa Płonka – śpiewaczka operowa
- Grzegorz Płonka (ur. 1961) – muzyk, popularyzator śląskiej kultury
- Jan Płonka (ur. 1920) – polski narciarz, olimpijczyk
- Marta Płonka (ur. 1979) – polska designerka
- Władysław Płonka (1895–1940) – pułkownik dyplomowany kawalerii, ofiara zbrodni katyńskiej
- Władysław Płonka (1931–2009) – polski lekkoatleta